# Priscilla Tyler
Elizabeth Priscilla Cooper Tyler (New York, 14 juni 1816 - Montgomery (Alabama), 29 december 1889) was de schoondochter van Amerikaans president John Tyler en de first lady van het land tussen 10 september 1842 en 26 juni 1844.
Priscilla was de dochter van Thomas Apthorpe Cooper, een succesvolle acteur en producer. Haar moeder, Mary Fairlee, was erg bekend in het sociale leven van New York. Ze woonden in een groot huis op Broadway en op 17-jarige leeftijd begon Priscilla ook een acteercarrière. Na een zware economische crisis in 1837 verloor de familie het hele fortuin.
Toen ze Desdemona speelde in een productie van Othello in Richmond, Virginia leerde ze Robert Tyler kennen, de oudste zoon van een rijke plantagehouder en voormalig senator. In die tijd werd er neergekeken op het beroep van acteur maar dat hield hen niet tegen en op 12 september 1839 trouwden ze in Bristol, Pennsylvania. John en zijn vrouw Letitia verwelkomden Priscilla hartelijk in de familie.
In 1840 was John Tyler succesvol kandidaat voor vicepresident. President William Henry Harrison overleed al een maand na zijn aanstelling waardoor John Tyler hem opvolgde als president.
Letitia, die nu first lady werd, was half invalide en vroeg aan Priscilla om haar bij te staan met haar taken als vrouw van de president. Nadat Letitia stierf in 1842 nam Priscilla helemaal de rol van first lady over. In 1844 verhuisde Robert naar Philadelphia en Priscilla gaf de taken van First lady over aan Letitia Tyler Semple, de dochter van de president, maar kort daarna hertrouwde de president met Julia Tyler die nu first lady werd.
De volgende zestien jaar woonden Priscilla en Robert in Philadelphia maar toen de Amerikaanse Burgeroorlog uitbrak in 1861 verhuisden ze naar Richmond om trouw te blijven aan de Confederatie. Na de oorlog gingen ze naar Montgomery, Alabama waar Robert voor de krant Mail and Advertiser werkte. Na de dood van Robert in 1877 bleef ze de laatste twaalf jaar van haar leven nog in Montgomery.
Martha Washington ·
Abigail Adams ·
Martha Jefferson Randolph ·
Dolley Madison ·
Elizabeth Kortright Monroe ·
Louisa Adams ·
Emily Donelson ·
Sarah Yorke Jackson ·
Angelica Van Buren ·
Anna Harrison ·
Letitia Tyler ·
Priscilla Tyler ·
Julia Tyler ·
Sarah Polk ·
Margaret Taylor ·
Abigail Fillmore ·
Jane Pierce ·
Harriet Lane ·
Mary Lincoln ·
Eliza Johnson ·
Julia Grant ·
Lucy Hayes ·
Lucretia Garfield ·
Mary McElroy ·
Rose Cleveland ·
Frances Cleveland ·
Caroline Harrison ·
Mary Harrison McKee ·
Ida McKinley ·
Edith Roosevelt ·
Helen Taft ·
Ellen Wilson ·
Edith Wilson ·
Florence Harding ·
Grace Coolidge ·
Lou Hoover ·
Eleanor Roosevelt ·
Bess Truman ·
Mamie Eisenhower ·
Jacqueline Kennedy ·
Lady Bird Johnson ·
Pat Nixon ·
Betty Ford ·
Rosalynn Carter ·
Nancy Reagan ·
Barbara Bush ·
Hillary Clinton ·
Laura Bush ·
Michelle Obama ·
Melania Trump ·
Jill Biden ·
Melania Trump
- International Standard Name Identifier: 0000 0000 7379 077X
- Library of Congress Control Number: nb2007025978
- SNAC: w6ng53s0
- Système universitaire de documentation: 127108025
- Virtual International Authority File: 38631257
- WorldCat: E39PBJycJcqb4Wqccq39w94rMP